# Wendy Okolo
Wendy A. Okolo (Nigeria, 1989) es una ingeniera de investigación aeroespacial nigeriana que trabaja en la División de Sistemas Inteligentes del Centro de Investigación Ames de la NASA y donde también dirige el Programa de Énfasis Especial para Mujeres. Okolo fue la primera mujer negra en graduarse en ingeniería aeroespacial en la Universidad de Texas en Arlington.

## Educación
Okolo completó la escuela secundaria en Queen's College, una escuela para mujeres en Lagos, Nigeria y en 2010 se graduó en ingeniería aeroespacial en la Universidad de Texas en Arlington (UTA). Como estudiante de posgrado, Okolo fue presidenta de la Sociedad de Mujeres Ingenieras de la Universidad.
A los 26 años, en 2015, Okolo terminó su doctorado en ingeniería aeroespacial en la UTA y se convirtió en la primera mujer negra en obtener este título académico en esta institución. Sus estudios de doctorado fueron supervisados por Atilla Dogan, y su tesis doctoral se centró en los métodos de ahorro de combustible en los aviones.

## Carrera profesional
Okolo comenzó su carrera profesional mientras era estudiante de posgrado como becaria en Lockheed Martin, trabajando con la nave espacial Orion de la NASA. Durante dos veranos, Okolo trabajó en la Oficina de Gestión de Requisitos de Ingeniería de Sistemas y en el equipo de mecánica de Hatch en Ingeniería Mecánica. Como estudiante de posgrado, Okolo trabajó en el Diseño y Análisis de Control en el Laboratorio de Investigación de la Fuerza Aérea (AFRL) en la Base de la Fuerza Aérea Wright-Patterson.
Okolo se convirtió en gerente de subproyectos en la División de Sistemas Inteligentes del Centro de Investigación Ames de la NASA y en ingeniera de investigación en el Discovery and Systems Health Technology (DASH), ejerciendo funciones como la investigación de aplicaciones de sistemas de control, la supervisión del estado de los sistemas y la creación de soluciones para problemas relacionados con el diseño de aviones y naves espaciales.

## Vida personal
Okolo afirmó que sus hermanas le enseñaron ciencia a través de sus realidades diarias. Para Okolo, sus hermanas son sus heroínas.

## Premios
- Beca Amelia Earhart (2012)[11]
- Beca de posgrado en Ciencias e Ingeniería de la Defensa Nacional (NDSEG) (2012)
- Premio de posgrado de la AIAA John Leland Atwood (2013)[12]
- Premio BEYA Global Competitiveness Conference (2019): al ingeniero más prometedor del gobierno de los Estados Unidos <undefined />
- Premio Women in Aerospace (2019) - Iniciativa, Inspiración e Impacto
- Premio al investigador joven Ames de la NASA (2019)
- Premio de posgrado de la Universidad de Texas en Arlington (2019)